# Chinese Super League
Chinese Football Association Super League (förenklad kinesiska: 中国足球协会超级联赛; traditionell kinesiska: 中國足球協會超級聯賽; pinyin: Zhōngguó Zúqiú Xiéhuì Chāojí Liánsài), mer känd som Chinese Super League (中超联赛) eller CSL, för närvarande även känd som Wanda Plaza Chinese Football Association Super League på grund av sponsringsskäl, är den högsta fotbollsserien i Kina, styrd av Chinese Football Association (CFA).
Chinese Super League grundades inför säsongen 2004 då den ersatte den tidigare högsta divisionen i Kina, Chinese Jia-A League. Under den första säsongen deltog 12 lag i ligan, över åren så har det utökats till 16 deltagande lag varje år. Titeln har vunnits av 7 olika lag: Shenzhen Ruby, Dalian Shide, Shandong Luneng, Changchun Yatai, Beijing Guoan, Guangzhou Evergrande och Shanghai SIPG. Shanghai SIPG är regerande mästare för tillfället.

## Klubbar säsongen 2020
| Klubb                       | Kinesiskt namn     | Huvudtränare             | Stad         | Arena                               | Kapacitet | Position 2019 |
| --------------------------- | ------------------ | ------------------------ | ------------ | ----------------------------------- | --------- | ------------- |
| Guangzhou Evergrande Taobao | 广州恒大淘宝       | Fabio Cannavaro          | Guangzhou    | Tianhe Stadium                      | 54,856    | 1:a           |
| Beijing Sinobo Guoan        | 北京中赫国安       | Bruno Génésio            | Beijing      | Workers' Stadium                    | 66,161    | 2:a           |
| Shanghai SIPG               | 上海上港           | Vítor Pereira            | Shanghai     | Yuanshen Sports Centre Stadium      | 16,000    | 3:a           |
| Jiangsu Suning              | 江苏苏宁           | Cosmin Olăroiu           | Nanjing      | Nanjing Olympic Sports Centre       | 61,443    | 4:a           |
| Shandong Luneng Taishan     | 山东鲁能泰山       | Li Xiaopeng              | Jinan        | Jinan Olympic Sports Center Stadium | 56,808    | 5:a           |
| Shandong Luneng Taishan     | 山东鲁能泰山       | Li Xiaopeng              | Jinan        | Shandong Provincial Stadium         | 43,700    | 5:a           |
| Wuhan Zall                  | 武汉卓尔           | José González            | Wuhan        | Dongxihu Sports Centre              | 30,000    | 6:a           |
| Tianjin TEDA                | 天津泰达           | Uli Stielike             | Tianjin      | Tianjin Olympic Center              | 54,696    | 7:a           |
| Henan Jianye                | 河南建业           | Wang Baoshan             | Zhengzhou    | Zhengzhou Hanghai Stadium           | 29,860    | 8:a           |
| Dalian Pro                  | 大连人足球俱乐部   | Rafael Benítez           | Dalian       | Dalian Sports Center Stadium        | 61,000    | 9:a           |
| Chongqing SWM               | 重慶斯威           | Chang Woe-Ryong          | Chongqing    | Chongqing Olympic Sports Center     | 58,680    | 10:a          |
| Hebei China Fortune         | 河北华夏幸福       | Xie Feng                 | Langfang     | Langfang Stadium                    | 30,040    | 11th          |
| Guangzhou R&F               | 广州富力           | Giovanni van Bronckhorst | Guangzhou    | Yuexiushan Stadium                  | 18,000    | 12:a          |
| Shanghai Greenland Shenhua  | 上海绿地申花       | Choi Kang-hee            | Shanghai     | Hongkou Football Stadium            | 33,060    | 13:e          |
| Tianjin Tianhai             | 天津天海           | Li Weifeng               | Tianjin      | Tianjin Olympic Center              | 54,696    | 14:e          |
| Qingdao Huanghai P          | 青岛黄海足球俱乐部 | Juan Manuel Lillo        | Qingdao      | Qingdao Guoxin Stadium              | 45,000    | 1:a CL1       |
| Shijiazhuang Ever Bright P  | 石家庄永昌         | Afshin Ghotbi            | Shijiazhuang | Hebei Olympic Sports Center         | 60,000    | 2:a CL1       |

## Mästare
| Säsong | Mästare                     | Andra plats                 | Tredjeplats             |
| ------ | --------------------------- | --------------------------- | ----------------------- |
| 2004   | Shenzhen Jianlibao          | Shandong Luneng Taishan     | Inter Shanghai          |
| 2005   | Dalian Shide                | Shanghai Shenhua            | Shandong Luneng Taishan |
| 2006   | Shandong Luneng Taishan     | Shanghai Shenhua            | Beijing Guoan           |
| 2007   | Changchun Yatai             | Beijing Guoan               | Shandong Luneng Taishan |
| 2008   | Shandong Luneng Taishan     | Shanghai Shenhua            | Beijing Guoan           |
| 2009   | Beijing Guoan               | Changchun Yatai             | Henan Construction      |
| 2010   | Shandong Luneng Taishan     | Tianjin Teda                | Shanghai Shenhua        |
| 2011   | Guangzhou Evergrande        | Beijing Guoan               | Liaoning FC             |
| 2012   | Guangzhou Evergrande        | Jiangsu Sainty              | Beijing Guoan           |
| 2013   | Guangzhou Evergrande        | Shandong Luneng Taishan     | Beijing Guoan           |
| 2014   | Guangzhou Evergrande        | Beijing Guoan               | Guangzhou R&F           |
| 2015   | Guangzhou Evergrande Taobao | Shanghai SIPG               | Shandong Luneng Taishan |
| 2016   | Guangzhou Evergrande Taobao | Jiangsu Suning              | Shanghai SIPG           |
| 2017   | Guangzhou Evergrande Taobao | Shanghai SIPG               | Tianjin Quanjian        |
| 2018   | Shanghai SIPG               | Guangzhou Evergrande Taobao | Shandong Luneng Taishan |
| 2019   | Guangzhou Evergrande Taobao | Beijing Guoan               | Shanghai SIPG           |

## Utmärkelser

### Årets spelare
| År   | Spelare            | Klubb                       | Nationalitet |
| ---- | ------------------ | --------------------------- | ------------ |
| 2004 | Zhao Junzhe        | Liaoning Zhongyu            | Kina         |
| 2005 | Branko Jelić       | Beijing Guoan               | Serbien      |
| 2006 | Zheng Zhi          | Shandong Luneng Taishan     | Kina         |
| 2007 | Du Zhenyu          | Changchun Yatai             | Kina         |
| 2008 | Emil Martínez      | Shanghai Shenhua            | Honduras     |
| 2009 | Samuel Caballero   | Changchun Yatai             | Honduras     |
| 2010 | Duvier Riascos     | Shanghai Shenhua            | Colombia     |
| 2011 | Muriqui            | Guangzhou Evergrande        | Brasilien    |
| 2012 | Cristian Dănălache | Jiangsu Sainty              | Rumänien     |
| 2013 | Darío Conca        | Guangzhou Evergrande        | Argentina    |
| 2014 | Elkeson            | Guangzhou Evergrande        | Brasilien    |
| 2015 | Ricardo Goulart    | Guangzhou Evergrande Taobao | Brasilien    |
| 2016 | Ricardo Goulart    | Guangzhou Evergrande Taobao | Brasilien    |
| 2017 | Eran Zahavi        | Guangzhou R&F               | Israel       |
| 2018 | Wu Lei             | Shanghai SIPG               | Kina         |
| 2019 | Paulinho           | Guangzhou Evergrande Taobao | Brasilien    |

### Skytteligavinnare[3]
| Säsong | Vinnare                    | Klubb                              | Mål |
| ------ | -------------------------- | ---------------------------------- | --- |
| 2004   | Kwame Ayew                 | Shaanxi Chan-Ba                    | 17  |
| 2005   | Branko Jelić               | Beijing Guoan                      | 21  |
| 2006   | Li Jinyu                   | Shandong Luneng                    | 26  |
| 2007   | Li Jinyu                   | Shandong Luneng                    | 15  |
| 2008   | Éber Luís                  | Tianjin Teda                       | 14  |
| 2009   | Hernán Barcos Luis Ramírez | Shenzhen Asia Travel Guangzhou GPC | 17  |
| 2010   | Duvier Riascos             | Shanghai Shenhua                   | 20  |
| 2011   | Muriqui                    | Guangzhou Evergrande               | 16  |
| 2012   | Cristian Dănălache         | Jiangsu Sainty                     | 23  |
| 2013   | Elkeson                    | Guangzhou Evergrande               | 24  |
| 2014   | Elkeson                    | Guangzhou Evergrande               | 28  |
| 2015   | Aloísio                    | Shandong Luneng Taishan            | 22  |
| 2016   | Ricardo Goulart            | Guangzhou Evergrande               | 19  |
| 2017   | Eran Zahavi                | Guangzhou R&F                      | 27  |
| 2018   | Wu Lei                     | Shanghai SIPG                      | 27  |
| 2019   | Eran Zahavi                | Guangzhou R&F                      | 29  |